# LIMS
LIMS, acronimo di Laboratory Information Management System, è un particolare tipo di software usato nei laboratori d'analisi per la gestione integrata di molteplici tipi di dati e processi.

## Ambito di applicazione
I LIMS sono utilizzati principalmente presso:
- laboratori privati conto terzi in tutti i settori merceologici (ambiente, alimenti, acque, chimica, ecc.)
- laboratori pubblici (ad esempio nel settore ambientale come ARPA, PMP)
- laboratori interni ad aziende di produzione (in tutti i settori merceologici) per supporto alle attività di controllo di qualità e di R&D.

## Perimetro funzionale
Come ogni sistema software, un sistema LIMS gestisce degli oggetti e degli eventi.
Gli oggetti essenziali sono i campioni in analisi, la strumentazione del laboratorio, i materiali di supporto, e ovviamente le controparti principali del business: clienti, fornitori, collaboratori.
Gli eventi riguardano il cosiddetto "ciclo di vita" degli oggetti sopra citati, quindi 
il ciclo di vita dei campioni (esempio: accettazione -> acquisizione dei risultati -> validazione -> emissione del certificato / rapporto di prova)
- i flussi commerciali, laddove presenti (marketing, eventi dell'area CRM, preventivi di prestazione servizi)
- il ciclo di vita delle risorse strumentali (acquisto, messa in opera, piani di manutenzione e taratura, dismissione)
- il ciclo di vita dei materiali di supporto come standard, Materiali di Riferimento, (acquisto o creazione, messa in uso, piani di controllo, dismissione e smaltimento)
- il ciclo di vita lavorativo delle persone (ricerca, assunzione, piani di formazione, monitoraggio e certificazione delle competenze)
- la gestione del sistema qualità interno (elaborazione e distribuzione di documenti, registrazioni e monitoraggio di reclami, non conformità, azioni correttive e preventive, riesame della direzione, verifiche ispettive interne)
- la gestione dei documenti di origine interna ed esterna, l'anagrafica dei metodi di analisi, i riferimenti normativi ed i criteri di riferimento per l'interpretazione dei risultati
- la qualifica dei fornitori e dei laboratori esterni
- la pianificazione avanzata dell'operatività (programmazione delle varie attività nel tempo)
- i flussi amministrativi verso i clienti esterni (prefatturazione, fatturazione, e altri eventi di natura contabile), i fornitori (offerte, ordini acquisto, ecc.), la contabilità generale, i solleciti di pagamento, ecc.
- le attività accessorie del laboratorio (pareri ed interpretazioni, consulenza, formazione, attività di ispezione).

I moderni LIMS debbono gestire e supportare tutti i principali processi di un laboratorio che operi in conformità a norme e regolamenti di provenienza varia, in base al contesto operativo. Ad esempio nell'ambito farmaceutico i riferimenti fanno capo alle norme GAMP/GLP e alla FDA 21 CFR Part 11, mentre nel contesto dei laboratori privati conto terzi e dei laboratori pubblici italiani lo standard di riferimento è UNI CEI EN ISO/IEC 17025:2005 "Requisiti generali per la competenza dei laboratori di prova e di taratura".
Tra i riferimenti più significativi, con riferimento ai capitoli della norma, si ha:
- 6.2 Personale
- 6.3 Condizioni ambientali
- 6.4 Dotazioni (apparecchiature, materiali, ecc.)
- 6.5 Riferibilità delle misure
- 6.6 Approvvigionamenti e gestione laboratori terzi
- 7.1 Riesame delle richieste, offerte, contratti
- 7.2 Metodi prova e taratura e validazione dei metodi
- 7.3 Campionamento
- 7.4 Manipolazione degli oggetti sottoposti a prova o taratura
- 7.5 e 8.4 Registrazioni
- 7.7 Assicurazione della qualità dei risultati di prova e taratura
- 7.8 Rapporti di prova
- 7.9 Reclami
- 7.10 Controllo delle attività non conformi
- 8.3 e 8.4 Gestione dei documenti e delle registrazioni
- 8.7 Azioni correttive

Nella lista degli oggetti gestiti vanno quindi inclusi i Documenti del Sistema Qualità con le relative revisioni e liste di distribuzione. Alcuni LIMS delegano questa gestione a software documentali specializzati, mentre altri integrano almeno parzialmente la gestione di tali documenti, per lo meno nella gestione della catalogazione e distribuzione degli stessi. Inoltre, spesso i documenti possono essere resi visibili da contesti funzionali specifici quali i Metodi analitici, la Strumentazione, ecc.
I primi sistemi LIMS compaiono sul mercato già negli anni ottanta, come supporto all'inserimento e archiviazione dei dati analitici, e con alcuni aspetti di automazione e gestione di workflow. Negli ultimi anni i sistemi LIMS hanno allargato il proprio perimetro operativo e possono essere assimilati a dei veri sistemi ERP per il laboratorio. 
La maggior parte delle nuove funzionalità mira al supporto dell'efficienza del laboratorio, attraverso integrazioni con gli strumenti analitici, automatismi di calcolo, pianificazione di attività, allarmi automatici e retroazioni che impattano sia i moduli del LIMS, sia altri sistemi software inseriti nell'ecosistema IT del laboratorio e dei suoi business partner.

## Architettura
Dal punto di vista architetturale, al momento attuale (11/2012) sono ancora predominanti le soluzioni client-server anche se alcuni prodotti propongono estensioni via web, finalizzate principalmente alla consultazione e monitoraggio dei dati dall'esterno del laboratorio (ad esempio per i clienti). 
Le piattaforme Database supportate comprendono quasi tutti i principali prodotti leader di mercato (Oracle, Microsoft SQL Server, DB2, MS Access) e anche alcuni dei più diffusi sistemi open source (MySQL).

## Offerta commerciale
In Italia l'offerta commerciale di prodotti LIMS vede al momento attuale la presenza di una decina di operatori italiani specializzati, ByteQX,

oltre ad alcuni fornitori esteri che operano attraverso filiali. 
Molti fornitori di software gestionali e sistemi MRP / ERP offrono moduli e soluzioni verticali che supportano almeno parzialmente le funzionalità tipiche di un sistema LIMS.
Alcune soluzioni sono autoprodotte in specifici laboratori e da essi diffuse presso altre attività analoghe, e possono essere ulteriormente personalizzate dall'utilizzatore finale.
Parallelamente ai prodotti commerciali basati su software proprietario, esistono anche prodotti LIMS open source

.
Tra i software più diffusi spicca SIGLA, utilizzato attualmente da 4 Istituti Zooprofilattici (Sardegna, Mezzogiorno, Umbria Marche e Piemonte Liguria Val d'Aosta) .